# Aleurodiscus zealandicus
Aleurodiscus zealandicus är en svampart som först beskrevs av Cooke & W. Phillips, och fick sitt nu gällande namn av Gordon Herriot Cunningham 1953. Aleurodiscus zealandicus ingår i släktet Aleurodiscus och familjen Stereaceae.   Inga underarter finns listade i Catalogue of Life.